# Jan Mierzewski
Jan Mierzewski herbu Leszczyc – skarbnik kaliski w latach 1697–1704, marszałek sejmiku przedelekcyjnego województw poznańskiego i kaliskiego w Środzie w 1704 roku.
Konsyliarz konfederacji średzkiej 1703 roku województw poznańskiego i kaliskiego. Sędzia kapturowy ziemstwa i grodu kaliskiego w 1704 roku. Poseł województw poznańskiego i kaliskiego na elekcję 1704 roku.